# ボーイハント (原めぐみの曲)
『ボーイハント』は、日本の歌手・原めぐみのデビューシングル。1980年11月25日発売。

## 解説
原めぐみがアシスタントを務めた『クイズでボーイハント』（東京12チャンネル（現：テレビ東京））の挿入歌。

## 収録曲
1. ボーイハント
（作詞：古川幸一／作曲：古川幸一／編曲：丸山雅仁）
2. 許せないわ
（作詞：古川幸一／作曲：古川幸一／編曲：丸山雅仁）